# Veddafolket
Veddafolket är en ursprungsbefolkning i Sri Lanka. De livnärde sig på jakt och insamling. 

## Språk
Veddafolkets ursprungliga språk, veddaspråket, talas idag främst av dem som bor i inlandet. Andra grupper, såsom Kustveddafolket och Anuradhapura-veddfolket, använder delvis veddaspråket, bland annat vid jakt. 